# Sathytes cristatus

Sathytes cristatus  (лат.) — вид коротконадкрылых жуков рода Sathytes из подсемейства ощупники (Pselaphinae). Китай.

## Распространение
Юго-Восточная Азия: юго-западный Китай, Юньнань. Обитают в подстилочном слое в широколиственном лесу.

## Описание
Мелкие коротконадкрылые жуки—ощупники красновато-коричневого цвета (лапки и ротовые части светлее). Длина тела от 2,01 до 2,39 мм. Глаза выпуклые, состоят из 20 фасеток у самцов и из 12 у самок. Длина пронотума от 0,47 до 0,52 мм. Булава усиков самцов 3-члениковая (самые крупные членики 9 и 11-й). Отличаются мелким выступом (с пучком волосков) на задне-боковой части последнего 11-го членика усиков. 
Вид был впервые описан в 2012 году китайскими энтомологами Инь Цзывэем и Ли Личжэнем (Zi-Wei Yin, Li-Zhen Li; Department of Biology, College of Life and Environmental Sciences, Shanghai Normal University, Шанхай, Китай). Близок к виду Sathytes yunanicus Yin and Li, 2012.